# Begonia sublongipes
Espèce
Begonia sublongipes est une espèce de plantes de la famille des Begoniaceae.
Elle a été décrite en 2004 par Yu Min Shui.